# Orkest

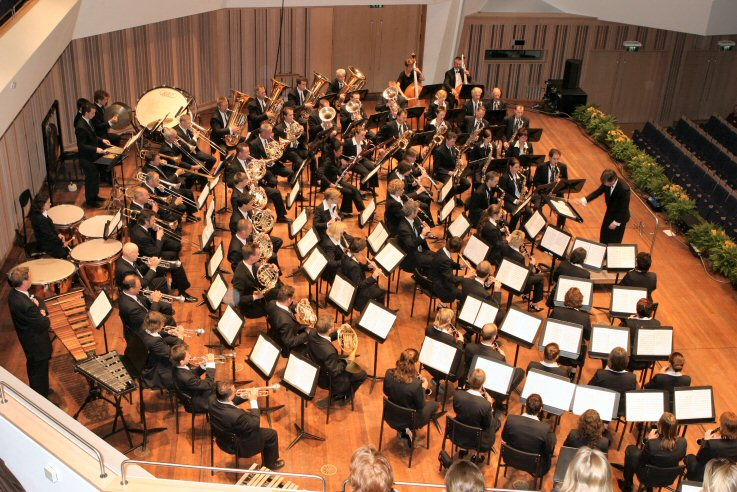
Harmonieorkest

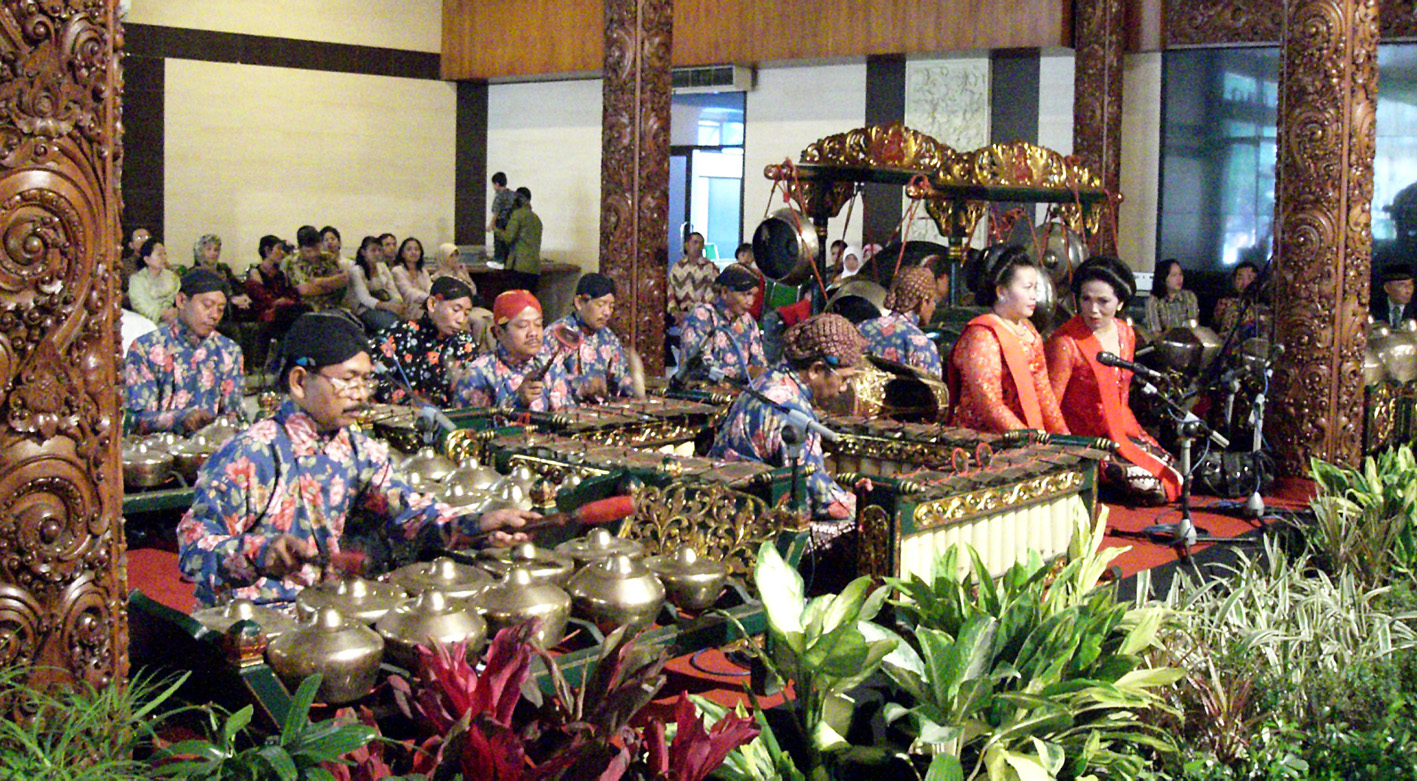
Gamelan-orkest

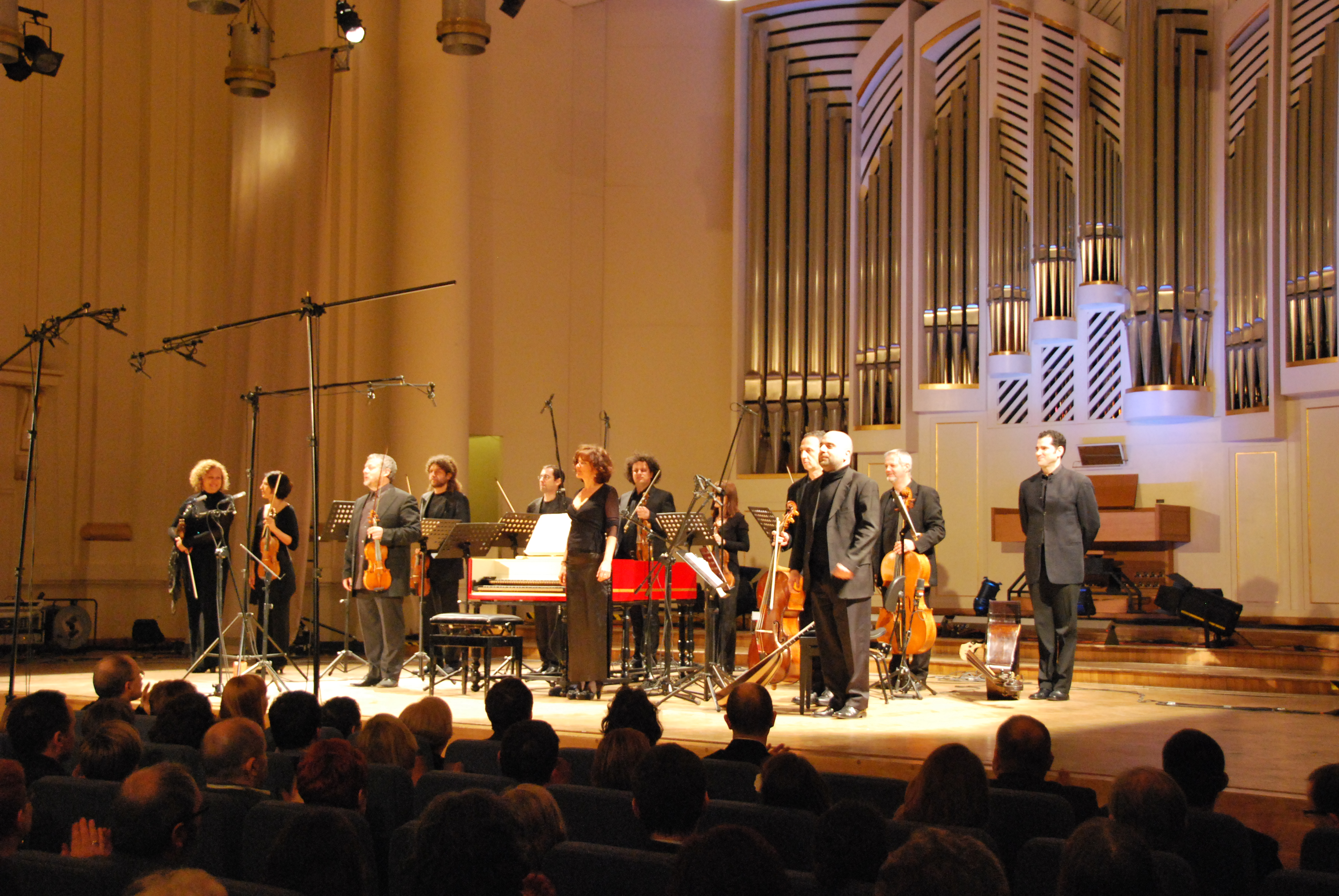
Kamerorkest

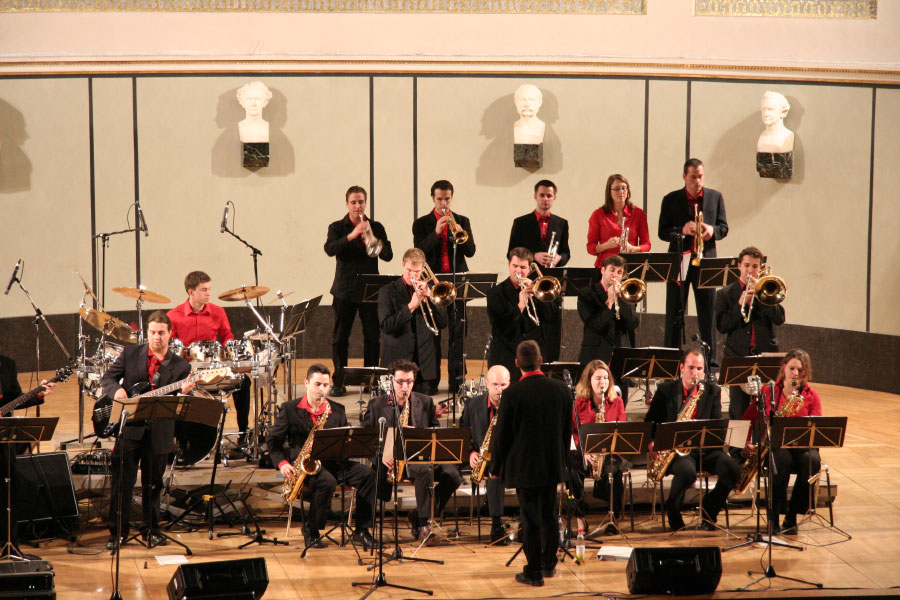
Bigband

Een orkest is een groep musici en muziekinstrumenten van allerlei soort.
Het woord orkest komt van het Griekse theater. Het toneel was halfrond en werd orchestra genoemd. Voor het toneel zaten degenen die een instrument bespeelden, die orchestra genoemd werden.
Verschillende soorten orkesten kunnen worden ingedeeld naar:
- grootte: bijvoorbeeld een groot symfonieorkest met volledige klassieke bezetting versus een kleinere bezetting, zoals in een kamerorkest
- samenstelling: alleen strijkers (strijkorkest), alleen blazers (blaasorkest of harmonieorkest), alleen koperblazers en saxofoons (fanfare), alleen koperblazers (brassband)
- het soort muziek dat wordt gespeeld: dansorkest, salonorkest, tango-orkest, cobla
- een combinatie van een bepaalde traditionele samenstelling en een traditionele muzieksoort: gamelan-orkest, mariachi-orkest
- overige orkesten, zoals het dweilorkest

## Klassieke orkesten naar grootte
Onderstaande tabel geeft een indicatie van de samenstelling van klassieke orkesten naar grootte. De aantallen zijn niet absoluut, maar geven een indicatie. Soms wordt voor een werk het orkest nog aangevuld met andere instrumenten, of ontbreken bepaalde instrumenten.
|              | kamerorkest     | kamerorkest     | symfonieorkest   | symfonieorkest   | symfonieorkest   | harmonieorkest             |
| klein        | groot           | klein           | midden           | groot            |                  |                            |
| ------------ | --------------- | --------------- | ---------------- | ---------------- | ---------------- | -------------------------- |
| houtblazers  | -               | 2 fluiten       | 3 fluiten        | 4 fluiten        | 5 fluiten        | fluiten                    |
| houtblazers  | 2 hobo's        | 2 hobo's        | 3 hobo's         | 4 hobo's         | 5 hobo's         | hobo's                     |
| houtblazers  | -               | 2 klarinetten   | 3 klarinetten    | 4 klarinetten    | 5 klarinetten    | klarinetten                |
| houtblazers  | fagot           | 2 fagotten      | 3 fagotten       | 4 fagotten       | 5 fagotten       | fagot                      |
| houtblazers  | -               | -               | -                | -                | saxofoon         | saxofoon                   |
| koperblazers | 2 hoorns        | 2 hoorns        | 4 hoorns         | 6 hoorns         | 8 hoorns         | hoorns                     |
| koperblazers | -               | 2 trompetten    | 3 trompetten     | 4 trompetten     | 5 trompetten     | trompetten                 |
| koperblazers | -               | -               | 3 trombones      | 3 trombones      | 4 trombones      | trombones                  |
| koperblazers | -               | -               | tuba             | tuba             | 2 tuba's         | tuba's                     |
| slagwerkers  | -               | pauken          | pauken           | pauken           | 2 paukenisten    | -                          |
| slagwerkers  | -               | -               | slagwerker       | 3 slagwerkers    | 6 slagwerkers    | slagwerker + percussionist |
| diversen     | -               | -               | harp             | 2 harpen         | 2 harpen         | -                          |
| diversen     | -               | -               | -                | pianist          | 2 pianisten      | -                          |
| strijkers    | 4 eerste violen | 6 eerste violen | 10 eerste violen | 14 eerste violen | 20 eerste violen | geen                       |
| strijkers    | 4 tweede violen | 6 tweede violen | 8 tweede violen  | 12 tweede violen | 18 tweede violen | geen                       |
| strijkers    | 2 altviolen     | 4 altviolen     | 6 altviolen      | 10 altviolen     | 14 altviolen     | geen                       |
| strijkers    | 2 cello's       | 3 cello's       | 6 cello's        | 8 cello's        | 12 cello's       | geen                       |
| strijkers    | contrabas       | 2 contrabassen  | 4 contrabassen   | 6 contrabassen   | 10 contrabassen  | geen                       |
| totaal       | 18 musici       | 34 musici       | 60 musici        | 85 musici        | 126 musici       | -                          |